# Храстовљан
Храстовљан је насељено место у саставу општине Мартијанец у Вараждинској жупанији, Хрватска. До територијалне реорганизације у Хрватској налазио се у саставу старе општине Лудбрег.

## Становништво
На попису становништва 2011. године, Храстовљан је имао 410 становника.

## Попис1991.
На попису становништва 1991. године, насељено место Храстовљан је имало 457 становника, следећег националног састава:
| Попис 1991.‍  | Попис 1991.‍  | Попис 1991.‍ | Попис 1991.‍ | Попис 1991.‍ |
| ------------ | ------------ | ----------- | ----------- | ----------- |
|              |              |             |             |             |
| Хрвати       | Хрвати       |             | 455         | 99,56%      |
| Југословени  | Југословени  |             | 1           | 0,21%       |
| неопредељени | неопредељени |             | 1           | 0,21%       |
| укупно: 457  |              |             |             |             |